# Energie oogsten
Energie oogsten is het proces waarbij energie wordt onttrokken uit de directe omgeving en vervolgens wordt opgeslagen voor gebruik in kleinschalige draadloze systemen. Voorbeelden van dergelijke bronnen zijn stralingsenergie, thermische energie, mechanische energie, magnetische energie en biochemische energie. De opgeslagen energie is gering, maar voldoende om laagverbruikende apparaten, zoals draadloze sensornetwerken, van kracht te voorzien.
Dergelijke energie-oogstsystemen worden meestal gebruikt in apparaten en toegepast in omstandigheden waarbij het vervangen van een conventionele batterij moeilijk is of gevaarlijk kan zijn. Daarbij hebben deze systemen het voordeel dat energie in sommige omgevingen in overvloed aanwezig is en bovendien gratis is.

## Energie-oogstproces
Energie-oogstsystemen zetten energie uit de omgeving om in een hoogwaardige energie; doorgaans elektrische energie. Afhankelijk van de omgeving en de omstandigheden kunnen verschillende soorten energiebronnen in de omgeving gebruikt worden. Een energie-oogstsysteem bestaat hoofdzakelijk uit drie componenten:
1. Een component die de energie omzet in elektrische vorm
2. Een component die de energie opvangt, opslaat en beheert voor het apparaat met een minimaal aan verlies
3. Een eindapplicatie zoals een ZigBee-WSN

### Omzetting van de energie
Een transducer wordt gebruikt om de omgevingsenergie om te zetten in elektrische energie. In sommige gevallen wordt een array van transducers toegepast om meer of verschillende vormen van energie tegelijk op te vangen. Energie afkomstig van de zon kan bijvoorbeeld benuttigd worden met behulp van transducers die licht- en thermische energie kunnen omzetten.

### Opslag en beheer van de energie
De geoogste energie is niet direct geschikt om een stroomkring van energie te voorzien, gezien het vermogen varieert over tijd. Het signaal moet eerst behandeld worden vooraleer deze benuttigd kan worden. Energieconditionering is noodzakelijk, omdat de energie die uit de transducer komt niet altijd de juiste eigenschappen (frequentie, spanning, etc.) bezit. Energie-oogstsystemen die een variabele DC-uitgangsspanning produceren, vereisen een DC-DC-omvormer met een variabele omvormfactor, om de spanning tot de gewenste niveau te brengen en het signaal te stabiliseren. Dergelijke component moet onder lage vermogens werken. Energie-oogstsystemen die een AC-uitgangsspanning produceren vereisen een AC-DC-omvormer die het signaal rectificeert.
Vervolgens kan het signaal niet rechtstreeks gebruikt worden door het doelsysteem. Er is nood aan een opslagmedium om de energie tijdelijk op te slaan. De energie kan dan gebruikt worden in situaties waar er weinig of geen energie geoogst kan worden uit de omgeving. De energie kan opgeslagen in een herlaadbare batterij of een condensator.

#### Herlaadbare batterij
Tussen de meest voorkomende herlaadbare batterijen (NiCd, NiMH) is Li-ion-technologie diegene met de hoogste energiedichtheid. Deze technologie is veel lichter dan andere soorten oplaadbare batterijen van dezelfde grootte. Li-ion batterijen zijn ook in staat meer dan honderdmaal herlaad en ontlaad te worden, hebben geen geheugeneffect, en behouden hun lading na lange tijd.

#### Condensator
Normale condensatoren bezitten tot honderdmaal de operationele levensduur van conventionele herlaadbare batterijen. Een elektrolytische condensator wordt meestal gebruikt in schakelingen, waar ze een lading vasthouden om spanning en stroom stabiel te houden. Deze kunnen in sommige gevallen de rol van een batterij overnemen.
Electrochemical double layer capacitors, een type supercondensator (supercaps), kunnen als alternatief gebruikt worden om geoogste energie op te slaan. Deze bezitten dezelfde voordelige karakteristieken als normale condensatoren, maar hebben ook een hogere vermogensdichtheid, een langere levensduur, een korte laadtijd en een lage lekstroom. EDLC's kunnen bijna ongelimiteerd herlaad worden en kunnen weken- tot maandenlang hun lading behouden, afhankelijk van de omgevingstemperatuur.

## Energiebronnen en oogsttechnieken

### Stralingsenergie

#### Lichtenergie
Fotovoltaïsche cellen kunnen gehanteerd worden om licht om te zetten naar elektriciteit. Deze cellen gebruiken omgevingslicht, waarbij, door de absorptie van fotonen in de cellen, een spanning ontstaat, die gebruikt kan worden om elektriciteit op te wekken. Het omgevingslicht kan bestaan uit natuurlijk licht (afkomstig van de zon) of niet natuurlijk licht (kunstmatig licht) afkomstig van een elektrische lichtbron. Het merendeel is afkomstig van de zon. Een deel van de uitgestraalde energie wordt geabsorbeerd door de atmosfeer. De rest bereikt het aardoppervlak als directe en indirecte straling. In bewolkte omgevingen zijn dit veelal indirecte stralingen.
De vermogensdichtheid van buitenlicht hangt af van verschillende factoren, waaronder de breedtegraad, de weeromstandigheden, de dag van het jaar en het tijdstip. Het invallend licht op het aardoppervlak (op een zonnige middag) heeft een vermogensdichtheid van ongeveer 100 mW/cm². De fotovoltaïsche cellen moeten gericht worden naar de zon om een maximaal aan energie te benutten.
Energie uit kamerlicht kan afkomstig zijn van buiten (bijvoorbeeld via een raam) en van kunstmatige verlichting (bijvoorbeeld via gloei- en tl-lampen). De vermogensdichtheid van kamerlicht is afhankelijk van de afstand tot de bron, de grootte van de bron, de vorm van de bron, de spectrale densiteit van de bron en de ruimtelijke verdeling van het licht in de kamer. De factoren die van invloed kunnen zijn op de ruimtelijke verdeling van het licht omvatten de oppervlakte-reflecties van de elementen in de kamer en de hoeveelheid licht dat door de ramen wordt doorgelaten of geabsorbeerd. De vermogensdichtheid in een verlichte kamer varieert van 100 tot 1000 μW/cm².
De voorkeur gaat dus naar zonlicht, aangezien deze twee tot drie keer meer elektriciteit opbrengt per oppervlakte-eenheid dan een elektrische lichtbron. Echter moet er rekening gehouden worden met het feit dat de hoeveelheid licht per vierkante meter per tijdseenheid op een oppervlakte niet constant is.
Fotovoltaïsche cellen zijn dus in principe in staat genoeg energie te produceren om een microsysteem van energie te kunnen voorzien. Bovendien zijn er een aantal technieken om de efficiëntie van het mechanisme te verbeteren. Een voorbeeld hiervan is het gebruik van een driedimensionaal diodestructuur om de blootgestelde oppervlakte van het apparaat te verhogen. De hoeveelheid opgenomen licht wordt hierdoor vergroot.
Fotovoltaïsche energieconversie is een techniek die eenvoudig geïmplementeerd kan worden in geïntegreerde schakelingen en een hoog uitgangsvermogen levert in vergelijking met andere energieoogst methodes. Echter, het uitgangsvermogen is sterk afhankelijk van de lichtintensiteit van het omgevingslicht. In situaties waar weinig tot geen licht voorkomt is deze methode dus praktisch nutteloos.

#### RF energie
In dicht bevolkte gebieden zijn er een groot aantal potentiële radiofrequentiebronnen, zoals uitzending van radio en tv, mobiele telefonie (gsm), draadloze netwerken (wifi), etc. Deze radiosignalen kunnen opgevangen worden met behulp van een rectenna. Een rectenna, oftewel rectifying antenna, is een soort antenne dat gebruikt wordt om radiosignalen om te zetten in een gelijkstroom. Deze worden doorgaans gebruikt in draadloze energieoverdrachtsystemen. Een eenvoudige rectenne bestaat uit een dipoolantenne met een diode geschakeld over de dipoolelementen. De diode zet de wisselstroom, die door het radiosignaal wordt geïnduceerd in de antenne, om in een gelijkstroom. Doorgaans worden schottkydiodes gebruikt, omwille van hun lage spanningsdaling en snelle schakelgedrag. Hierbij is er een minimaal energieverlies.
De vermogensdichtheid van de RF-energie ligt in de orde van nanowatts, wat te laag is om benut te worden. Echter, in de buurt van een radiotransmitter is de vermogensdichtheid veel hoger. De radiosignalen kunnen ook worden uitgezonden met de bedoeling draadloos energie over te brengen. Deze antennes hebben een bepaalde vorm en zijn hier speciaal voor gemaakt.
Een vergelijkende technologie is een nantenna, oftewel nano antenna. De nantenne is een rectenne op nanoschaal nagebouwd en wordt gebruikt om elektromagnetische golven met een specifieke golflengte (meestal die van zichtbaar licht) op te vangen en om te zetten in een gelijkstroom. Licht is net als radiosignalen een elektromagnetische golf, maar dan met een kortere golflengte. De nantenne is hier op nanoschaal voor ontwikkeld en heeft de lengte van een lichtgolf. Deze functioneert dus bij wijze van spreken als een lichtantenne.
De grootte van de nantenne bepaalt welke golflengtes deze zal opvangen. Meestal worden nantennes ontwikkeld die lichtgolven met een golflengte tussen 400 en 1600 nm kunnen opvangen. Deze lichtgolven bevatten meer energie dan lichtgolven met een langere golflengte, zoals infraroodgolven. Bovendien bestaat het merendeel van het zonnespectrum uit lichtgolven met een relatief korte golflengte.

### Thermische energie

#### Thermo-elektrische energie
Met behulp van thermo-elektrische materialen is het mogelijk temperatuurverschillen om te zetten in energie. Wanneer een thermo-elektrisch materiaal warm is aan de ene kant en koud is aan de andere kant, ontstaat een potentiaalverschil (spanning) tussen de twee uiteinden. Die spanning kan worden omgezet in een elektrische stroom. Thermo-elektrische energieconversie maakt gebruik van het seebeck-effect. Het basiselement bij deze techniek is de thermokoppel. Deze bestaat uit twee draden van verschillende metalen, een n-type en een p-type, die aan elkaar verbonden zijn. Als er tussen de beide contactpunten een temperatuurverschil ontstaat, begint warmte vanuit het warme element te vloeien naar het koude element. elektronen komen hierdoor in beweging en er ontstaat een spanning, waarvan de sterkte afhankelijk is van het temperatuurverschil en de gebruikte materialen. De voorkeur gaat naar materialen die de combinatie bezitten van een goede elektrische geleiding en een slechte warmtegeleiding, welke zelden voorkomen. Het potentiaalverschil van dergelijke thermokoppel is in de orde van 6 tot 60 µV. Door gebruik te maken van dit verschijnsel kan het thermokoppel onder andere gebruikt worden als sensor voor een temperatuurmeting. De thermokoppel meet hierbij het temperatuurverschil tussen twee punten.
Thermo-elektrische apparaten vereisen in het algemeen een relatief groot temperatuurverschil tussen twee componenten om voldoende uitgangsvermogen te produceren. Een van de recentste ontwikkelingen in dit gebied is de Thermo-elektrische Energie Generator, oftewel TEG. De TEG wordt gebruikt om warmte uit de omgeving om te zetten in bruikbare energie voor microsystemen, die weinig vermogen vergen. Deze is opgebouwd uit een verzameling van zeer kleine en dunne thermokoppels, opgesteld in een bepaalde configuratie, om kleine temperatuurvariaties in de omgeving te benutten. Afhankelijk van het temperatuurverschil en de configuratie en grootte van de componenten, kan de TEG een uitgangsvermogen produceren van enkele microwatts tot honderden microwatts. De TEG heeft als voordeel dat deze geen bewegende onderdelen bevat, wat de levensduur en betrouwbaarheid van het apparaat verhoogt. Een nadeel is echter dat deze relatief groot moeten zijn om voldoende vermogen te produceren, wat niet past binnen het beeld van microsystemen.
De maximale energie die met behulp van deze techniek kan worden geoogst, wordt begrensd door de beschikbare gradiëntfactor. Deze wordt gedefinieerd door de carnot-efficiëntie η.

#### Thermo-fotovoltaïsche cellen
Thermo-fotovoltaïsche cellen produceren een vermogen uit warmteschillen met behulp van fotonen. Een basissysteem bestaat uit een thermische emitter en een fotovoltaïsche cel. Deze techniek is vergelijkbaar met de werking van fotovoltaïsche cellen, waarbij een pn-junctie wordt gebruikt om lichtenergie op te vangen en om te zetten in elektriciteit. Het verschil is dat de lichtenergie niet direct afkomstig is van de zon, maar van een materiaal op hoge temperatuur (de emitter). De emitter wordt op temperatuur gebracht door een externe bron (bijvoorbeeld de zon). Vervolgens steunt de werking ervan op infrarood signalen. Een mogelijk toepassingsgebied in industriële context is de generatie van elektriciteit uit de warmte die vrijkomt bij de productie van glas of staal, maar de huidige thermo-fotovoltaïsche cellen hebben een te lage omzettingsefficiëntie en zijn te duur om op de markt verkrijgbaar te zijn.

#### Pyro-elektrische energie
Deze techniek maakt gebruik van het pyro-elektrisch effect. Bepaalde materialen hebben de potentie een tijdelijke spanning op te wekken wanneer deze verhit of gekoeld worden. De verandering in temperatuur verandert de positie van de atomen in de kristalstructuur, waardoor de polarisatie van het materiaal wordt gewijzigd. De verandering in polarisatie wekt een spanning op doorheen het kristal. Wanneer de (nieuwe) temperatuur van het materiaal stabiliseert, valt de spanning weg. Een voordeel van deze techniek, ten opzichte van de thermo-elektrische techniek, is dat de componenten stabiel blijven bij temperaturen tot 1200 °C.
Een pyro-elektrische omzetter kan voorgesteld worden als een wisselstroombron in parallel met een condensator. De pyro-elektrische stroom IP(t) varieert met de verandering in temperatuur van het pyro-elektrisch materiaal.

### Mechanische energie
Apparaten die elektriciteit produceren uit mechanische energie, maken gebruik van vibraties en mechanische druk van bepaalde elementen. Productie van energie uit vibraties wordt meestal teweeggebracht met behulp van een verende massa, die zich verplaatst ten opzichte van een frame. Het oscilleren van de massa wordt veroorzaakt door de vibraties. Deze kinetische energie kan omgezet worden in elektrische energie met behulp van een magnetisch veld (elektromagnetische inductie), een elektrisch veld (elektrostatische inductie) of vervorming van een piëzo-elektrisch materiaal. De meeste vibratie-aangedreven systemen zijn afhankelijk van hun resonantie. De resonantie bepaalt de piekfrequentie waarop het systeem de meeste energie kan produceren en wordt bepaald door de massa en stijfheid van de oscillerende component. Hierdoor zijn de materiaaleigenschappen van deze component belangrijk om een maximale uitgangsvermogen te garanderen.

#### Elektromagnetische inductie
Bij elektromagnetische inductie wordt een magnetisch veld gebruikt om mechanische energie om te zetten in elektrische energie. Een spoel wordt verbonden aan een dragend component die zich voortbeweegt in een magnetisch veld. Dit magnetisch veld wordt meestal gevormd door een stationaire magneet. Wanneer de spoel zich voortbeweegt in een variërend magnetisch veld, wordt, volgens de wet van Faraday, een spanning opgewekt in de spoel. Een betere manier is om de magnetische massa te bewegen en de spoel stationair te houden. Dit vereenvoudigt de verbindingen tussen de spoel en de overige componenten. De opgewekte spanning kan verhoogd worden door het aantal wikkelingen rond te spoel te vermeerderen of het magnetisch veld van de magneet te versterken.

#### Elektrostatische inductie
Elektrostatische inductie produceert elektrische energie uit mechanische energie, door een deel van de transducer te bewegen in een elektrisch veld. Deze methode baseert zich op de veranderende capaciteit van vibratieafhankelijke plaatcondensatoren. Een variabele condensator is aanvankelijk geladen. Als door vibratie de platen uiteen worden verplaatst, wordt bijgevolg mechanische energie omgezet in elektrische energie. Een voordelig kenmerk van deze methode is dat deze eenvoudig geïmplementeerd kan worden in een geïntegreerde schakeling. Een nadeel van deze techniek is dat er een spanningsbron nodig is.

#### Piëzo-elektrische energie
Piëzo-elektrische energie maakt gebruik van het piëzo-elektrisch effect, dat elektrische energie produceert uit mechanische energie. Het piëzo-elektrisch effect komt voor bij piëzo-kristallen die, onder invloed van druk, een elektrische spanning opwekken en andersom vervormen als er een elektrische spanning wordt aangelegd. Afhankelijk van de druk op het piëzo-kristal, kan de spanning die hierbij wordt opgewekt variëren van enkele minivolts tot enkele kilovolts. Ook het omgekeerde effect bestaat. Wanneer een elektrische spanning op een piëzo-kristal wordt aangelegd, zal dit vervormen. De vervorming is afhankelijk van de aangelegde spanning en is meestal een verplaatsing van enkele nanometers.
Wanneer druk wordt uitgeoefend op het materiaal, wordt de moleculenstructuur tijdelijk herschikt. Deze herschikking resulteert in een potentiaalverschil, spanning, tussen de twee kanten van het materiaal. De relatie tussen druk en spanning hangt af van drie factoren: dimensie en geometrie van het materiaal, de piëzo-elektrische eigenschappen van het materiaal en de richting van de mechanische of elektrische prikkel. Piëzo-elektrische materialen kunnen gekarakteriseerd worden als spanningsbron of stroombron. Een piëzo-elektrisch materiaal als spanningsbron wordt gemodelleerd als een spanningsbron in serie met een condensator. De spanning geproduceerd door de spanningsbron is evenredig met de uitgeoefende druk op het materiaal.

#### Akoestische energie
Geluid is het resultaat van kleine veranderingen in de luchtdruk, die teweeggebracht worden door een trillende bron. Het menselijk gehoororgaan zet de drukgolven om in elektrische signalen, die de hersenen kunnen interpreteren. Een geluidssignaal bestaat uit sinusgolven met verschillende frequenties en wordt uitgedrukt in hertz. De hoeveelheid energie die een geluidsbron per tijdseenheid produceert wordt doorgaans uitgedrukt in watt. Deze waarde is gerelateerd aan de decibelwaarde van het geluid.
Om energie uit geluid te produceren is er een nood aan een omgeving waar het geluidsniveau hoog en continu is. De drukgolven brengen dan een piëzo-kristal tot trillen. Als gevolg van het piëzo-elektrisch effect wekt het kristal een spanning op. Dergelijke technieken produceren een te laag vermogen (enkele microwatts) om in de praktijk benut te worden.

### Magnetische energie
Magnetische energie kan geoogst worden in buurt van wisselstroomgeleiders en sterke magneten. Door middel van elektromagnetische inductie in een spoel kan een alternerende magnetisch veld omgezet worden in elektrische energie. De spoel kan voorgesteld worden als een wisselspanningsbron met een bepaalde impedantie.
Het verschil met andere elektromagnetische oogstmethodes (zie elektromagnetische inductie) is dat het magnetisch veld in dit geval niet wordt veroorzaakt door een beweging van een massa, maar eerder door een nabijgelegen wisselstroombron. Om deze reden worden dergelijke oogsttechnieken toegepast in de buurt van hoogspanningsnetten.
Dit concept wordt ook toegepast bij het draadloos overbrengen van energie tussen twee spoelen, die op dezelfde frequentie resoneren. Een wisselstroom vloeit door een eerste spoel, waardoor een oscillerend magnetisch veld ontstaat. Dit magnetisch veld kan door een nabijgelegen tweede spoel worden opgevangen, waardoor energie wordt overgedragen. Dergelijke systemen worden reeds gebruikt in biomedische implantaten en RFID-tags.

### Biochemische energie
Biochemische energie kan worden geoogst met behulp van brandstofcellen. In dergelijke cellen wordt brandstof toegevoegd aan de anodekant van de cel en een oxidant (bijvoorbeeld zuurstof uit de lucht) aan de kathodekant. Hierdoor ontstaat er een chemische reactie in de elektroden, waardoor een elektrische stroom wordt geproduceerd. In geval van biochemische energie, bestaat de brandstof uit biologische materialen. Voorbeelden hiervan zijn enzymen, microben, glucose, etc. Dergelijke systemen kunnen bijvoorbeeld gebruikt worden als menselijke en dierlijk implantaten, gezien deze een bron zijn van glucose. Uit onderzoek is gebleken dat glucose brandstofcellen een vermogensdichtheid van enkele microwatts per vierkante centimeter kunnen opbrengen.
Brandstofcellen zijn vergelijkbaar met batterijen en kunnen dus op dezelfde manier gemodelleerd worden. Het grootste verschil is dat brandstofcellen omzettingssystemen zijn (energie wordt geproduceerd zolang er een toevoer van brandstof en oxidant is), terwijl batterijen opslagsystemen zijn (een hoeveelheid energie wordt opgeslagen). De spanning van een cel in een open circuit bedraagt ongeveer 1V. Meerdere cellen worden in serie geplaatst om hogere spanningen te bereiken.